# Beatriz Ferreyra
Beatriz Ferreyra (21 de junio de 1937, Córdoba, Argentina) es una compositora argentina.

## Biografía
Beatriz Ferreyra nació en Córdoba, Argentina, y estudió piano con Celia Bronstein en Buenos Aires. Viajó a París para seguir con sus estudios de música con la prestigiosa Nadia Boulanger (profesora de Astor Piazzolla), además de estudiar con Edgardo Canton, Earle Brown y György Ligeti en Alemania.
En 1963 aceptó un puesto en el departamento de investigación de la Oficina de Radiodiffusion de la televisión Francesa (ORTF), trabajando con el Groupe de Recherches Musicales (GRM) dirigida por Pierre Schaeffer. Asistió con Henri Chiarucci's y Guy Reibel a Rapport entre la hauteur et la fondamentale d'un son musical, publicado en 1966 en la Revue Internationale d'audiologie y de Pierre Schaeffer Solfage de l'Objet Sonore. Durante este tiempo también dio clases en el Conservatorio Nacional Superior de Música de París. Trabajó con Bernard Baschet y sus Structures Sonores en 1970, y se desempeñó en la música electrónica en la universidad de Dartmouth en 1976 y en 1998.
Entre sus trabajos se destacan Mansiones Acuáticas (1967), Siesta Blanca (1972) y La rivières des oiseaux (1998), desarrollan climas únicos que evocan la riqueza de paisajes sonoros naturales.

## Obra
Ferreyra ha compuesto música de terapia, para eventos, ballet y bandas sonoras de películas. Los trabajos seleccionados incluyen:
- Mer d’Azov, étude aux itérations (1963)
- Médisances (1968)
- L’orviétan (1970)
- Siesta Blanca (1972)
- Canto del Loco (1974)
- Petit Poucet magazine (1985)
- The UFO Forest (1986)
- Souffle d’un petit Dieu distrait (1987)
- Ríos del sueno (1998–2000)
- Vivencias (2001)
- Cantos de antes (2002)
- La rivière des oiseaux (2003)
- Dans un point infini (2005)
- L’art de l’étude (2006)
- La condition captive (2006)
- Sourire de l’ange (2006) con Christine Groult
- Marche, quitte et va (2008) con Christine Groult
- Impasse (2008) con Inés Wickmann
- Les larmes de l’inconnu (2011)

## Discografía
En solitario y colaboraciones
- 1967 - Solfège de l'Objet Sonore de Pierre Schaeffer con Guy Rebel (Seuil, O.R.T.F)
- 1998 - Beatriz Ferreyra - Serie Chrysopee electronique-Bourges (Mnémosyne Musique Média)
- 2004 - La Rivière des oiseaux (Motus)
- 2011 - Beatriz Ferreyra (INA-GRM)
- 2015 - GRM Works - Recollection GRM (Editions Mego)
- 2015 - Nahash con Christine Groult,  (trAce label)
- 2020 - Huellas Entreveradas (Persistence of Sound)

Recopilatorios
- 1969 - Médisances en Collection Prospective XXI siècle (Philips)
- 1975 - Siesta blanca en Fylkingen Electronis Music Composition 1975 Prizewinners (Fylkingen records)
- 1997 - Souffle d'un petit Dieu distrait en Sonic Circuits V (Innova)
- 2000 - Río de los pájaros y Echos en Cultures électroniques 14  (CIME)
- 2001 - La ba-balle du chien.chien à la mé-mère en IMEB Compendium International 2001 (Mnémosyne Musique Média)
- 2001 - Jazz’t for Miles en Sound Anthology vol. 25 (Computer Music Journal)
- 2002 - Siesta blanca y Les chemins du vent des glaces en Les saisons 1972-2002 (Chrysopee electronique)
- 2004 - Mer d’Azov en Archives GRM – L’art de l’étude (INA)
- 2005 - Demeures aquatiques en An anthology of noise & electronic music #4 (Sub Rosa)
- 2009 - Jazz’t for Miles en Instrumentos solos 09 (CCEBA)
- 2012 - L'Orvietan en Traces One - Recollection GRM (Editions Mego)